# Urgleptes charillus
Urgleptes charillus es una especie de escarabajo longicornio del género Urgleptes, tribu Acanthocinini, subfamilia Lamiinae. Fue descrita científicamente por Bates en 1885.

## Descripción
Mide 3,7 milímetros de longitud.

## Distribución
Se distribuye por Costa Rica, Nicaragua y Panamá.